# Dame mit Fächer (Jawlensky)

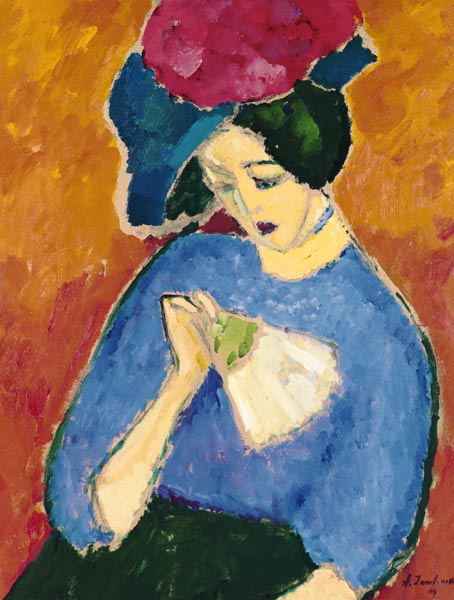
Alexej Jawlensky: „Dame mit Fächer“, 1909

Dame mit Fächer ist der Titel eines Gemäldes des deutsch-russischen Künstlers Alexej Jawlensky, das er 1909 malte. 1956 wurde es von dem damaligen Museumsdirektor Clemens Weiler für das Museum Wiesbaden erworben. Es trägt die Inventar-Nummer M 699.

## Technik und Bildträger
Bei der „Dame mit Fächer“ handelt es sich um ein Ölgemälde auf Karton im Hochformat, 92 × 67 cm. Es ist im Bild unten rechts signiert und datiert „A. Jawlensky 09“. Zur Rückseite existieren widersprüchliche Angaben: „On reverse inscribed in pencil ‚Figürlich 1909.A.J. 796‘ in another hand“ und „Originale Rückseite nicht sichtbar.“ Das Bild ist verzeichnet im „Katalog der Gemälde“ von Weiler von 1959, im „Werkstattverzeichnis“ von 1970 bei Weiler, im „Catalogue Raisonné“ von 1991 des Jawlensky-Archivs.

## Bildbeschreibung
„Im Jahre 1909 ist eine Reihe der schönsten und bis heute populärsten Bilder Jawlenskys entstanden, darunter auch die beiden großen Porträts des Tänzers Sacharoff, die schon in der ersten Ausstellung der Künstlervereinigung in München gezeigt worden waren, „Die weiße Feder“ und „Rote Lippen“. Das Eigentümliche an diesen Bildern ist, dass es Jawlensky in ihnen verstand, das androgyne und hermaphroditische Element, das ebenfalls ganz stark in dem Kreise gelebt hat, auf vollkommene, rein künstlerische Art, frei von allem Symbolismus, zur Darstellung zu bringen. Der Hermaphrodit ist die mythologische Form für die geistig erstrebte Synthese und geht auf platonische Anschauung zurück. Zugleich ist der Hermaphrodit aber auch das Bild einer dekadenten, abgelebten Zeit. […] Das ist die Stimmung des russischen Balletts, das in jenen Jahren ganz Europa faszinierte. Die orchideenhaft blühende Farbe und die geheimnisvoll brennenden Arabesken des Konturs vereinen sich zu suggestiver Zauberkraft. Auch das „Mädchen mit den Pfingstrosen“, ein Bild von verborgener Leidenschaft und gedämpfter Sinnlichkeit und die „Dame mit Fächer“, bei welcher der purpurfarbene Mund seine ganze Kraft aus dem scharfen Rot des umgebenden Hintergrundes zu saugen scheint, gehören der gleichen Stilstufe an, auf der Jawlensky alle Ergebnisse der letzten Jahre, die Rätselfarben Gauguins, die Formkraft Cèzannes und die Leidenschaft van Goghs; in einem strahlenden Akkord zum Abschluss brachte. Mit diesen Bildern zeigte Jawlensky, dass er es voll und ganz vermocht hat, das Erbe der Vergangenheit zum Eigenbesitz zu machen. Aber die aristokratische Eleganz dieser Bilder konnte der Kraftnatur Jawlenskys nicht genügen. Die in ihm glühende farbige Intensität musste sich eine neue Form schaffen. Und so zügelte er die, Farbe durch eine noch strengere Form. „Verhaltene Glut“ hat er im Alter eine seiner „Meditationen“ genannt. Das war sein Anliegen, die glühende Farbe zu bändigen, nicht sie strömen lassen, ihr nicht den freien Lauf gestatten.“

## Wer saß Modell zur „Dame mit Fächer“?
Die dargestellte Person ist in der Literatur unterschiedlich angegeben worden. Während Fäthke annimmt, es handele sich um eine Darstellung des Tänzers Alexander Sacharoff, der dem Künstler nachweislich in japanischen Kimono-Gewändern, aber auch als Frau verkleidet Modell stand, vermuten andere Autoren in der Dargestellten ein Mädchen […] namens ‚Resi‘. Auch Marianne von Werefkin wurde schon zum Modell zu Jawlenskys Gemälde „Dame mit Fächer“ erklärt. Welche reale Person hinter dem Gemälde steht, spielt letztlich für die Interpretation keine Rolle, da es, wie Roman Zieglgänsberger 2014 zur Diskussion beitrug, „offensichtlich nicht um Porträtähnlichkeit, sondern um die Typisierung einer Figur geht.“

## Japanische Einflüsse

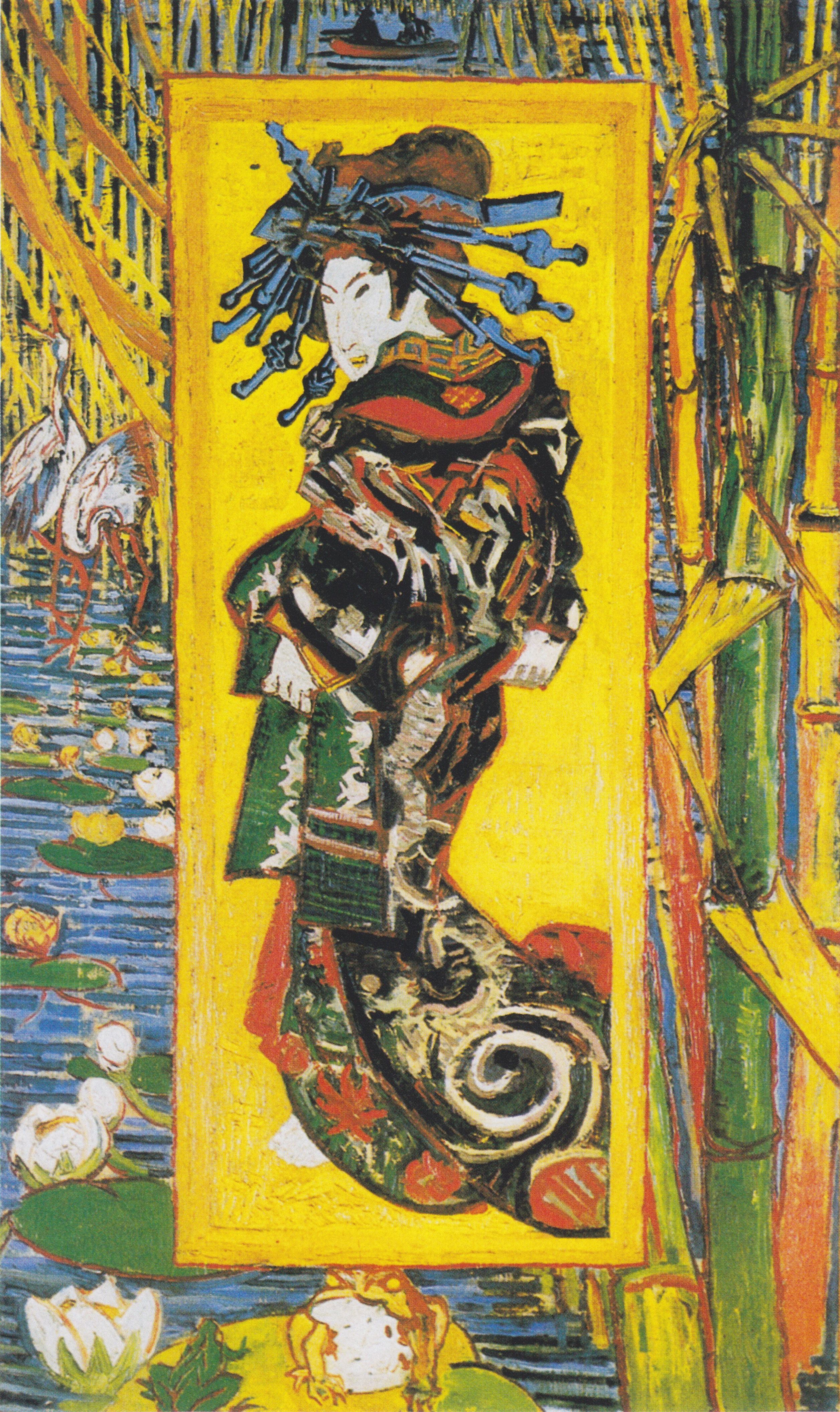
Vincent van Gogh: „Oiran“, nach Kesaï Eisen, 1887

Jawlensky folgte van Goghs Faible für den Japonismus. Von seinem Gemälde „Oiran“ muss Jawlensky besonders fasziniert gewesen sein. „Auffällig ist zunächst der aufwendige japanische Kopfputz, der Jawlensky gereizt haben könnte, dieses Motiv seiner ‚Dame mit Fächer‘ als zeitgemäßen europäischen, blumengeschmückten Hut anzuverwandeln. Ähnlich wie in Werefkins Gemälde ‚Der Tänzer Sacharoff‘ hat auch Jawlensky das Gesicht eigentümlich als Maske gestaltet. Schließlich sind auch die mandelförmigen Augen asiatisch. Darüber hinaus verkörpert der kleine Mund ein typisch japanisches Schönheitsideal. Die pathetische Handhabung des Fächers ist vielfach durch die japanische Holzschnittkunst vorgegeben. In Jawlenskys noch erhaltener Japan-Sammlung findet sich mehrfach Vergleichbares.“